# Canon EOS 40D
Canon EOS 40D — цифровой зеркальный фотоаппарат серии Canon EOS, анонсированный 20 августа 2007 года. Ориентирован на опытных любителей и энтузиастов, заменив устаревшую модель Canon EOS 30D.

## Описание
Эффективное разрешение КМОП-матрицы формата APS-C составляет 10,1 мегапикселей (размер снимка 3888 × 2592).
Для обработки изображения используется процессор Digic III (аналогичный используется в Canon EOS-1D Mark III). В отличие от предшественника 12-битного (Digic II), это новый 14-битный процессор, позволяющий расширить тональный диапазон в четыре раза. Камера позволяет снимать фотографии со скоростью 6,5 кадров в секунду до 75 (JPEG) и 17 (Raw) кадров в серии. Кроме этого, есть возможность съемки в sRAW с вдвое меньшим разрешением.
Камера оборудована 3-дюймовым ЖК-монитором с 230 000 пикселей и широким углом обзора 170°. Имеется возможность просмотра изображения в реальном времени, а также использования дисплея для отображения параметров. Камера не имеет датчика приближения, отключающего дисплей.
В камере используется система автофокусировки с 9 датчиками и центральным визирным перекрестием. Имеется возможность замены фокусировочного экрана.
Отсеки батареи и карты памяти имеют пыле- и влагозащитные прокладки.

## Совместимость
Камера совместима со всеми объективами Canon EF и EF-S и фотовспышками Canon Speedlite серии EX (поддерживающими замер экспозиции E-TTL II).